# ウメ
ウメ（梅、学名: Prunus mume）は、バラ科サクラ属の落葉高木、またはその果実のこと。果実を利用する品種は「実梅」として扱われ、未熟なものは有毒であるものの、梅干などに加工して食用とされる。樹木全体と花は鑑賞の対象にもなり（花梅）、日本には花見や梅まつりが開かれる梅林や梅園が各地にある（月ヶ瀬梅林、偕楽園、吉野梅郷など）。枝や樹皮は染色にも使われる。
日本では6月6日が「梅の日」とされている。天文14年4月17日（旧暦、1545年6月6日）、賀茂神社の例祭に梅が献上された故事に由来する。

## 特徴
中国中部原産の落葉広葉樹の小高木から高木。古くから栽培され、野生化もしている。日本でもよく知られる果樹や花木で、多数の園芸品種がある。樹皮は紫褐色で縦に不規則に割れ、小枝の先はとげ状になることもある。一年枝は、緑色でほぼ無毛であるが、白い細かな点がある。老木の樹皮にはウメノキゴケなどの地衣類がよくつく。冬芽は互生し、花芽と葉芽がはっきりしている。花芽は赤褐色の広卵形で、11 - 14枚の芽鱗に覆われ、1か所に2、3個つく。葉芽は濃褐色の円錐形でごく小さく、多数の芽鱗で覆われ、枝先には仮頂芽がつく。葉痕は半円形で、維管束痕が3個ある。
早春、葉に先だって前年枝の葉腋に1 - 3個の花がつく。毎年1 - 3月ごろに、5枚の花弁のある1センチメートルから3センチメートルほどの花を葉に先立って咲かせる。花の色は白、淡紅、紅色など。花柄は短い。葉は互生で先が尖った卵形で、周囲が鋸歯状。
果実は6 - 7月頃に結実し、形は丸く、片側に浅い溝があり、細かい毛が密生する。果実の中には硬い核が1個あり、中果皮で、表面にくぼみが多い。未熟果に青酸を含むため、生で食べると中毒を起こすと言われている。青ウメの果実は燻製にして漢方で烏梅（うばい）と称して薬用されるほか、民間で梅肉エキス、梅干し、梅酒に果実を用いる。可食部である果肉部分は、子房の壁が膨らんだもので、構成する細胞の遺伝子は母となる雌由来である。中にある種子は、半分は花粉由来なので、種子から発芽した株は母株と同じ性質になるとは限らない。しかし、果肉については母由来のため、雄親である花粉が様々異なっても、同じものができる。
ウメは花・香り・樹形が観賞の対象とされるほか、果実が食用にされる。また、ウメの花の萼（がく）を梅干しの梅肉とともに漬けたものに梅花漬がある。
日本では全国各地で栽培されている。あまり土質を選ばない性質で、刈り込みにも強く、樹形の仕立てが容易である。栽培品種の数は300あまりといわれ、自家結実する品種と自家結実しない品種がある。ウメは自家不和合性が強いため、果実を目的とした栽培では、1品種だけの栽培を避けて、花粉親として少しだけ性質が異なる異品種を混植して栽培を行う。ウメの果実を植えてて育ててもなかなか開花しないため、もっぱら挿し木あるいは接ぎ木による苗作りが必要となる。

### 名称

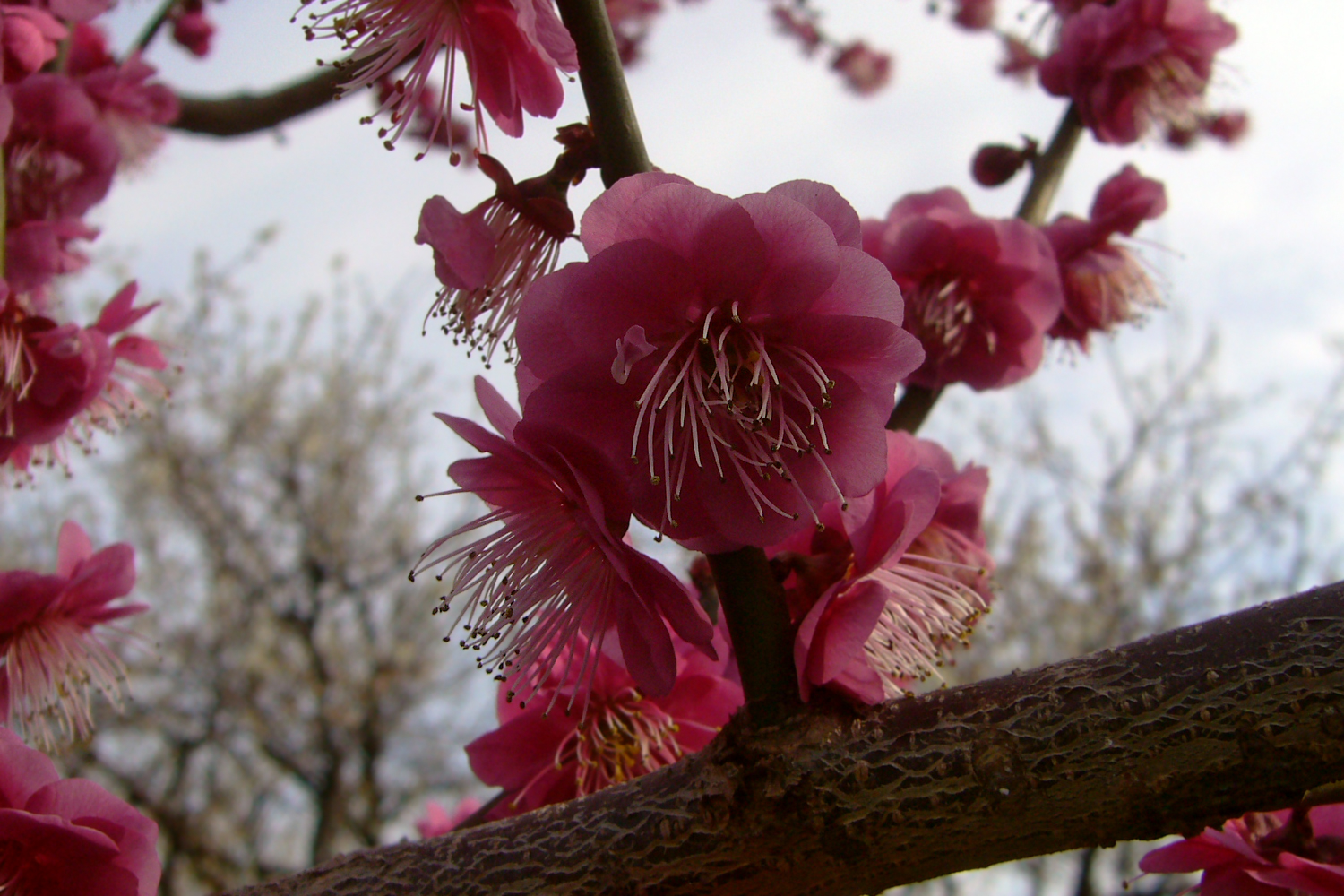
梅の花（紅梅）

和名ウメは中国語の梅（マイ、ムイ、メイ） が日本的に発音してウメになったとされる。奈良時代頃は「ウメ」であったが、院政期以降の中世時代には「ムメ」と発音され、その後再び「ウメ」に戻ったとされる。
方言に「ウンメ（鹿児島）、ンメ（鹿児島・熊本・高知・秋田・東京）」がある。
学名は江戸時代の日本語の発音を由来とする "Prunus mume" であり、英語では "Japanese apricot"（日本の杏）と呼ばれる。ただし、梅の花は英語でplumと呼ばれることが多い。梅干し（pickleplum） などの場合も「plum」というのが一般的である。

### 歴史
原産地は中国で、日本には1500年程前に遣唐使により持ち込まれたとされる。また、当初は薬木として紹介されたと考えられている。 九州に元々自生していたという説もあるが、現在各地で栽培されている梅は、中国からの移入種である。日本では奈良時代から庭木として親しまれ、果実の栽培も江戸時代から行われていた。

## 分類
梅には500種以上の品種があるといわれている。近縁のアンズ、スモモと複雑に交雑しているため、主に花梅について園芸上は諸説の分類がある。実梅も同じ種であるので同様に分類できる。梅は、野梅系、緋梅（紅梅）系、豊後系に大きく3系統に分類できる。

## 果実
果実は、2センチメートルから3センチメートルのほぼ球形の核果で、実の片側に浅い溝がある。旬の時期は6月ごろで、黄色く熟す。七十二候の芒種末候には「梅子黄」（梅の実が黄ばんで熟す）とある。特定の地域のみで栽培される地方品種が多く、国内どこでも入手可能な品種は比較的限定される。また、品種によっては花粉が無かったり自家受粉しなかったりする品種もあり、その場合は開花時期が重なるように授粉用の品種も必要となる。

### 食用

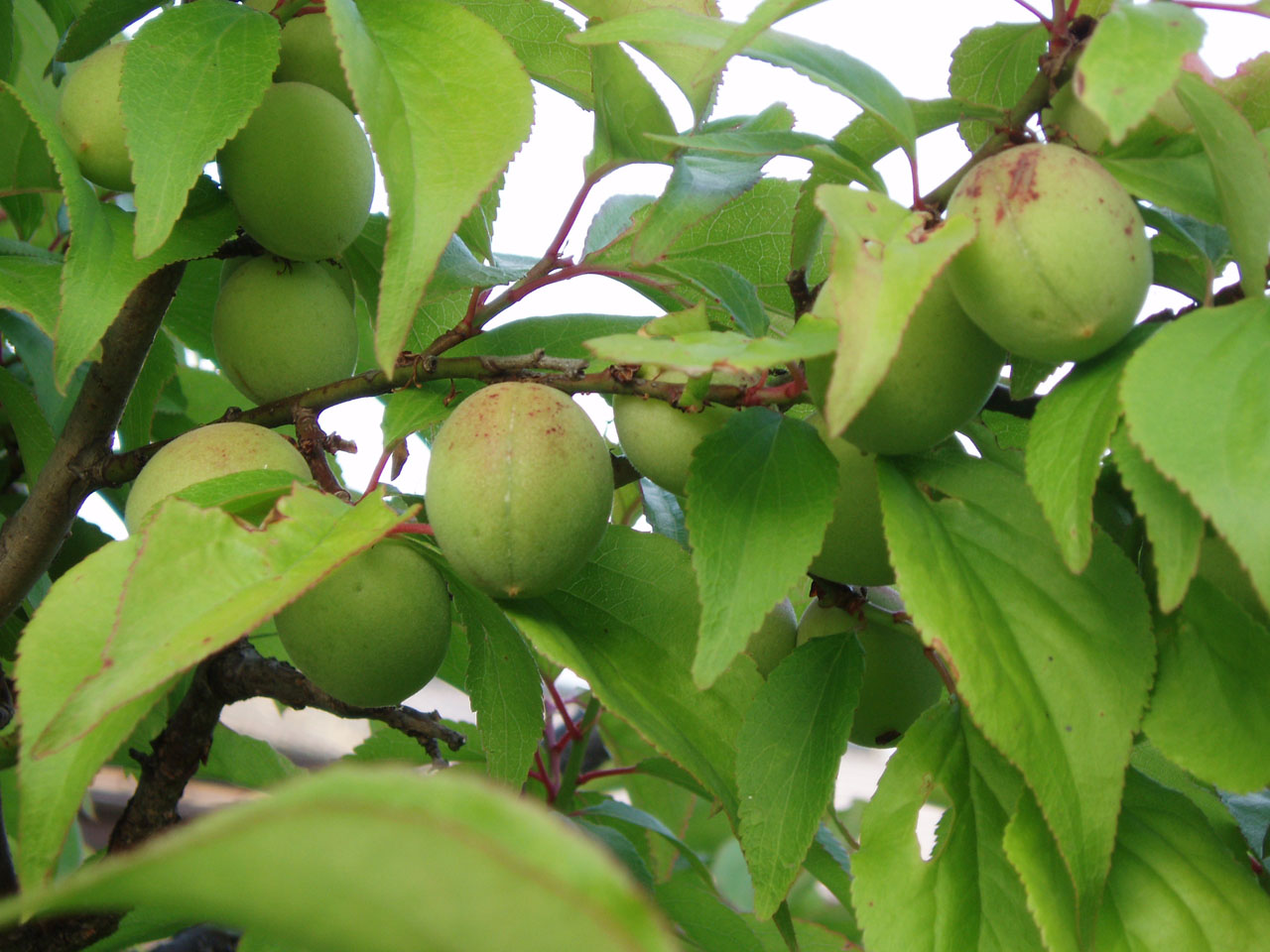
梅の実

未熟な青梅は中毒を起こす可能性がある物質が含まれているので生食してはいけない。熟した果実をそのまま食べることもあるが、普通は熟し切っていない青梅を梅酒に、完熟梅を梅干しなどに加工して食用にする。他に、梅酢、梅醤やジャムなどにして食用とする場合もある。また甘露梅やのし梅などの菓子や、梅肉煮などの料理にも用いられる。強い酸味が特徴であり、リンゴ酸やクエン酸、コハク酸などの有機酸を多く含むので健康食品としても販売されている。果実から種を取り出すための専用器具も販売されている。果実の中心にあり、果肉を食べた後に残る種核は、後述する菅原道真信仰との関連で「天神様」と呼ばれる。これは硬いが、食用にでき、梅茶漬けにアクセントとして添えるといった利用法がある。
- 青梅 - 約6時間水につけて灰汁抜きしてから、梅酒や梅シロップなどの加工品に使う。品種は、白加賀、豊後などが向く[42]。
- 黄梅 - 完熟した実が黄梅で、梅干しや黄梅ジャムに加工する。品種は、南高梅などが向く[42]。
- 小梅 - 直径が2 - 3センチメートルと小粒で、カリカリ漬けなどに加工する。品種は甲州最小などが使われる[42]。

中国では紀元前から酸味料として用いられており、塩とともに最古の調味料だとされている。日本語でも使われるよい味加減や調整を意味する単語「塩梅（あんばい）」とは、元々はウメと塩による味付けがうまくいったことを示した言葉である。また、話梅（広東語: ワームイ）と呼ばれる干して甘味を付けた梅が菓子として売られている。
加工製品は、カリカリ梅、メシル茶、梅花茶、煮茶梅（凍頂茶梅）、梅粉、メシルチョン、梅酒、酸梅湯、プラムソースがある。
食用の梅の実を見ると唾液が湧く現象が起きるが、これは酸などの酸っぱい食べ物は「歯が溶け出すのを守るため」に体内が調整しているためである。日本人だけでなく、曹操が望梅止渇の故事であるように中国人でも起こる現象である。

### 薬用

#### 漢方と民間療法
薬用部位として、5 - 6月ごろの未成熟果実（青梅）を利用する。未成熟果を燻製にした烏梅（うばい）、未成熟果をすりおろした汁から抽出した梅肉エキス、また梅酒や梅干しをそのまま利用してもよいとされる。
漢方薬の「烏梅（うばい）」は、未熟果（青梅）の皮を剥ぎ、種子を取り去り、藁や草を燃やす煙で真っ黒に燻したウメの実である。健胃、整腸、消炎、細菌性腸炎、腸内異常発酵、駆虫、止血、強心作用があるとされるほか、「グラム陽性菌、グラム陰性の腸内細菌、各種真菌に対し試験管内で顕著な抑制効果あり」との報告がある。民間療法で、風邪のときに烏梅1 - 2個を水200 - 400 ccで半量になるまで煎じて飲む用法が知られている。家庭では、烏梅の代わりに梅干しをアルミ箔に包んでフライパンで蒸し焼き（黒焼き）にしたものを用いて、風邪の初期症状のときに茶碗に黒焼きを入れて熱湯を注ぎ、崩して飲んでもよいといわれている。
梅肉エキスは、目の細かいおろし器で青梅をおろし、途中で水をかけながら布で梅肉の汁を搾って、調理用のホーロー製のバットや鍋などに薄く汁を入れて、日光または極弱いとろ火で煮詰めて水分を蒸発させて飴状にしたもので、これを採取して瓶に蓄える。色は真っ黒で粘りがあり、味はかなり酸っぱい。下痢、腹痛、食あたりのときに、大豆粒くらいの梅エキスを薄めて飲んだり、また扁桃炎のときに梅エキスを10 - 20%に薄めてうがいするとよいと言われている。
咳には梅酒をガーゼに浸して胸に湿布したり、頭痛のときに梅干しの果肉をこめかみに貼ったりするといった民間療法がある。手足にトゲが刺さったときに、梅干しの皮をすり潰して、患部に厚め塗って固定しておくと自然に抜けるという。

#### 予備的研究
サッポロ飲料株式会社と近畿大学生物理工学部、和歌山県工業技術センターのマウスを用いた共同研究で、梅の果実成分による疲労軽減効果が報告されている。
6カ月の梅酒飲用で、HDLコレステロールが有意に増加し、動脈硬化指数が有意に低下し、血圧が低下傾向となり、血糖値は変化が認められなかった、との報告がある。ただしこちらは研究の前に行われる予備的な調査であり、チョーヤ梅酒株式会社から梅酒の提供を受けて行われている。

#### 医学的知見
国立健康・栄養研究所は、ウメの人を対象にした信頼性の高い研究で、健康に対する効果は確認されていないとしている。また成分のクエン酸に関しても、現時点では「疲労回復によい」などの十分な根拠は得られていないとする。
食薬区分においては、果肉や未成熟の実は「医薬品的効能効果を標ぼうしない限り医薬品と判断しない成分本質 (原材料) 」（非医薬品）にあたり、医薬品的な効能効果を表示することができない。ただし果実のように『明らか食品（医薬品に該当しないことが明らかに認識される食品）』であれば薬機法（旧薬事法）には違反しない。しかし「癌が治る」「血糖値が下がる」「血液を浄化する」といった誇大な医薬品的効果効能表示（店頭や説明会における口頭での説明も含む）を行うと、景品表示法や健康増進法の規制の対象となる。
梅やクエン酸を関与成分とした特定保健用食品（トクホ）は存在しないが、クエン酸を機能性関与成分とした梅の加工食品が、機能性表示食品として届けられている。機能性表示食品とは、国が審査は行わず、事業者が自らの責任において機能性の表示を行うもので、「日常生活における軽い運動後の一時的な疲労感を軽減することが報告されています」と表示している。

### 安全性
ウメ、アンズ、モモ、スモモ、アーモンド、ビワなどのバラ科サクラ属植物の種子 （種皮の内部にある胚と胚乳からなる仁）には、種を守るために青酸配糖体であるアミグダリンが多く含まれ、未熟な果実や葉、樹皮にも微量含まれる。
アミグダリン自体は無毒であるが、経口摂取する事で、同じく植物中に含まれる酵素エムルシンや、ヒトの腸内細菌が持つ酵素β-グルコシダーゼによって体内で分解され、シアン化水素（青酸）を発生させる。
シアン化水素はごく少量であれば安全に分解されるが、ある程度摂取すれば嘔吐、顔面紅潮、下痢、頭痛等の中毒症状を生じ、多量に摂取すれば意識混濁、昏睡などを生じ、死に至ることもある。ただしシアン化水素（青酸）の致死量は50 - 60mg程度であり、青梅（未熟な梅の実）1粒から生じる青酸量は0.15mg程度なため、青梅100 - 300個を1度に摂取しない限り致死量には達しない。しかし中毒を引き起こす可能性があるため生食は避ける。また、種子のアミグダリンは果肉に比べて高濃度である。
熟した果肉や加工品を通常量摂取する場合には、安全に食べることができる。
アミグダリンは果実の成熟に従い、植物中に含まれる酵素エムルシンによりシアン化水素（青酸）、ベンズアルデヒド（アーモンドや杏仁、ビワ酒に共通する芳香成分）、グルコースに分解されて消失する。この時に発生する青酸も揮散や分解で消失していく。
また、梅干しや梅酒などの加工によっても分解が促進される。
しかし、種子のアミグダリンは果肉に比べて高濃度であるため、成熟や加工によるアミグダリンの分解も果肉より時間がかかる。種子がアミグダリンをもつのは自分自身を守るためにあると考えられ、外的ショックを受けてキズが入った種子には1000 - 2000ppmという高濃度のシアン化水素を含むものもある。生の種子を粉末にした食品の中には、小さじ1杯程度の摂取量で安全に食べられるシアン化水素の量を超えるものある。2017年に高濃度のシアン化合物（アミグダリンやプルナシン）が含まれたビワの種子の粉末が発見されたことにより、厚生労働省は天然にシアン化合物を含有する食品と加工品について、10ppmを超えたものは食品衛生法第6条の違反とすることを通知した。欧州食品安全機関（EFSA）は、アミグダリンの急性参照用量(ARfD）（毎日摂取しても健康に悪影響を示さない量）を20μg/kg体重と設定している。
アミグダリンの最小致死量は50mg/kgであり、 3gのサプリメント摂取による死亡報告がある。
2018年に国民生活センターは、ウメを原材料とした4銘柄の国産ウメエキスのシアン化合物濃度を測定した。シアン化合物は6.5 - 18ppm検出され､3銘柄で10ppmを超えていた。1日量に換算すると健康に影響する量ではないものの、結果を受け国民生活センターは、事業者へは品質管理の徹底を、行政機関には指導の徹底を要望した。
また消費者には、ウメの種子などを原材料にした健康食品等は、利用する必要性をよく考え、利用する場合は、製造者等により原材料や製品、摂取する状態でのシアン化合物の濃度が調べられているかを確認し、1度に多量に摂取しないようアドバイスをしている。
これらとは別に、花粉症と食物アレルギーの発生が、複数報告されている。

### 日本における作付けと収穫
| 都道府県 | 収穫量（単位 t） | 出荷量（単位 t） |
| -------- | ---------------- | ---------------- |
| 全国     | 96,600           | 86,400           |
| 青森県   | 1,200            | 1,000            |
| 宮城県   | 1,110            | 611              |
| 福島県   | 823              | 333              |
| 茨城県   | 760              | 616              |
| 栃木県   | 771              | 698              |
| 群馬県   | 3,680            | 3,400            |
| 埼玉県   | 900              | 760              |
| 千葉県   | 468              | 248              |
| 神奈川県 | 1,390            | 1,220            |
| 福井県   | 1,470            | 1,370            |
| 山梨県   | 1,710            | 1,550            |
| 長野県   | 1,220            | 1,070            |
| 静岡県   | 745              | 429              |
| 愛知県   | 1,060            | 838              |
| 三重県   | 1,500            | 1,070            |
| 奈良県   | 798              | 762              |
| 和歌山県 | 64,400           | 62,200           |
| 広島県   | 774              | 374              |
| 徳島県   | 355              | 288              |
| 福岡県   | 888              | 644              |
| 大分県   | 1,180            | 808              |

農林水産省大臣官房統計部 2022によると、全国の結果樹面積は13,500 ha、収穫量は96,600 t、出荷量は86,400 tである。都道府県別の収穫量割合では、和歌山県が全国の約7割を占めている。
品種別にみると、‘南高’が5割以上を占めている。

### 日本の主な産地
（※ 作況調査〈果樹〉各年度版ならびに市町村別データ長期累年一覧による。）
日本国内の主な産地は、和歌山県、群馬県、山梨県、長野県などで、地方の品種も多く見られる。和歌山県で国内総収穫量の6割以上を占める寡占状態が続いているが、梅の栽培地域は北海道から九州までほぼ全国に分布している。
- 青森県 - 収穫量国内上位。最北端の産地。
  - 南部町（旧・名川町）、八戸市（旧・南郷村）、三戸町
- 宮城県 - 収穫量国内上位。
  - 蔵王町、角田市、大崎市（旧・岩出山町）
- 群馬県 - 収穫量国内2位。高崎市は東日本最大の産地で、全国の5 - 6%を占める。品種は「白加賀」が中心で、小梅も作られる。知名度を高めるべく、ブランド化の動きが活発である[90]。
  - 高崎市（高崎市、旧・榛名町、旧・箕郷町）、安中市
- 神奈川県 - 収穫量国内上位。古くから小田原は梅の産地として知られ、曽我梅林は梅採取用の農林にもなっている。
  - 小田原市
- 福井県 - 日本海側最大の産地で収穫量国内上位。若狭地方は天保年間以来という、国内屈指の歴史の古い産地であり、「紅映」（べにさし）という品種が知られる[91]。
  - 若狭町（旧・三方町）
- 山梨県 - 竜峡小梅の栽培が盛ん。
  - 南アルプス市（旧・白根町）
- 長野県 - 収穫量国内上位。竜峡小梅の栽培が盛ん。
  - 飯田市、松川町、信州新町
- 三重県 - 収穫量国内上位。かつて梅栽培はそれほど盛んではなかったが、1990年代後半からミカンからの転作作物として、温暖多雨で梅栽培に適していた東紀州地方を中心に広まった。隔年統計の県では最も収穫量が多く、梅栽培の先駆的地域である和歌山県や奈良県からの入植者もいるなど、地の利を生かしている[92]。
  - 熊野市、紀宝町、御浜町
- 奈良県 - 西吉野の賀名生梅林や下市の広橋梅林は採取用の農林でもあり、県内産の大半を占める[93]。
  - 五條市（旧・西吉野村、旧・五條市）、下市町
- 和歌山県 - 収穫量国内1位。「紀州南高梅」として高いブランド力を持ち、国内全収穫量の6割～7割を占める[94]。また、主要産地のみなべ町と田辺市で県内生産量の7割強を占め、上富田町、印南町、白浜町（旧・日置川町域）で県内の9割近くを占める[95]。みなべ町では「紀州みなべの南高梅」を、印南町、みなべ町、田辺市と西牟婁郡（白浜町日置川地区、上富田町など）では「紀州梅干」を地域団体商標に登録している。その他、紀北の紀の川市やかつらぎ町、田辺市龍神村地区などでも梅作りが行われるなど産地は県全域に分布する。主な品種は「南高」で、稀少品種ながら梅酒用の需要が高い「古城」も特産品として知られる。
  - みなべ町（旧・南部町、旧・南部川村）、田辺市（田辺市、旧・龍神村、旧・中辺路町、旧・大塔村）、印南町、上富田町、白浜町（旧・日置川町）など
- 徳島県 - 神山町では「鶯宿」種を梅干しに加工し、神山ルビィという名称でブランド販売している。
  - 神山町
- 福岡県 - 収穫量国内上位。
  - 八女市（旧・立花町）、みやこ町（旧・豊津町）
- 佐賀県
  - 伊万里市
- 大分県 - 収穫量国内上位。大山町はかつて「梅栗運動」によって県挙げての一村一品運動や町おこし運動の発端となった町である。
  - 日田市（旧・大山町）
- 鹿児島県
  - さつま町（旧・薩摩町）

### 海外の主な産地
1962年に日本国内の梅が凶作となったのを皮切りに日本への輸入が増加するようになった。
- 中国 - 福建省樟州市詔安県、広東省掲陽市普寧市など[97]。
- 台湾 - 南投県信義郷、嘉義県など[97]。

### 病害虫
黒星病
果実に黒い斑点ができ、外観を著しく損なう。糸状菌（カビ）の一種による病害だが、人体に害はないので発病果を食べても問題はない。南高等の非耐病性品種の無農薬栽培ではほぼ確実に発病する。織姫や古城等の一部品種は耐病性を有する。

すす斑病
果実全面に黒い煤汚れのような病斑ができ、外観を著しく損なう。糸状菌（カビ）の一種による病害だが、人体に害はないので発病果を食べても問題はない。多雨年に多発する。次亜塩素酸ナトリウム水溶液に漬けると病斑が消えるので、梅干し産地では塩漬け前に次亜塩素酸ナトリウムによる消毒処理を行うのが主流となっている。

かいよう（潰瘍）病
果実にえぐれたような病斑や赤紫色の水侵状の病斑ができ、外観を著しく損なう。風当たりの強い場所で多発する。細菌性の病害であり、農薬が効きづらい難防除病害である。

灰星病（枝枯れ病）
開花時期に花が腐り落ち、その花芽より先の枝が枯れる。多発すると、花芽のない徒長枝の基部以外のほぼ全ての2年枝が枯れる。小梅や十郎で被害が多く、南高や白加賀ではあまり発生しない。

プラムポックスウイルス
2009年に東京都青梅市のウメがプラムポックスウイルスという植物ウイルスに感染していることが判明した。人体に害はないが、梅の葉や果実に斑紋などの症状が出て商品価値がなくなってしまい、さらに治療法が存在しないため、感染したウメの木は焼却処分にする他に手だてがない。プラムポックスウイルスに感染した梅の盆栽が関東地方から出荷されており、2010年に滋賀県長浜市で発見され焼却処分されている。ウメ以外にモモ、スモモ、アンズ、アーモンドなどのバラ科の果樹にも感染するとされており、十分な注意が必要である。アブラムシや接ぎ木によって伝染する。

コスカシバ
幼虫が木の内部を食い荒らし、樹勢が低下する。多発すると木が枯れることもある。食害部からは木くずや虫糞を出す。産地ではフェロモン剤による対策が行われている。

クビアカツヤカミキリ
幼虫が木の内部を食い荒らし、樹勢が低下する。多発すると木が枯れることもある。2012年に初めて日本に侵入し、地球温暖化の影響により年々生息域が拡大しつつある。2018年に特定外来生物に指定された。

アブラムシ
新梢を吸汁し、葉っぱが縮れて枯れる。上述のプラムポックスウイルス等のウイルス病の媒介源でもある。
ヤニ果（樹脂症果）
果実からゼリー状の樹脂のようなもの（ヤニ）を吹き出す生理障害。果実表面に出る外ヤニと果実内部に出る内ヤニがある。梅酒にする場合は問題ないが、梅干しにするとその部分がシコリになり食味を損なうため、発生が多い品種は梅干し加工に不適とされる。ホウ素欠乏や乾燥等の要因によって発生が増える。品種によって発生率に大きな差があり、月世界や鶯宿では極めて多く、南高や甲州最小では少ない。白加賀や古城や翠香は中程度。

## 主な品種
ウメの品種改良は進んでおり、数多くの品種がある。果実をとるもののほか、花を観賞する目的のためのものなど多数ある。

### 大梅・中梅
南高梅（なんこううめ）
現在の国内梅栽培の中心品種。1902年に和歌山県日高郡上南部村（現在のみなべ町）の高田貞楠が発見。1954年に和歌山県旧・南部川村の「梅優良母樹調査選定委員会」で優良品種の1つに選抜。1965年に種苗名称登録。花は白の一重、果実重25 - 35g、陽光面があざやかに紅となる。果肉が厚くて柔らかく、さらに種が小さいため梅干しに最適である。自家不和合性のため受粉樹が必要。「小粒南高」「甲州最小（甲州小梅・白王）」「改良内田」が受粉樹として用いられることが多い。和歌山県で生産が向上した要因として、果実が大きく、自家不和合性ではあるが結実性自体は良好な南高の収量性が高いことが挙げられる。
小粒南高（こつぶなんこう）
南高梅の小粒品種。来歴は不明だが、S遺伝子型の片方が南高と一致し、さらにSSR遺伝子も南高と同じものが多いため、南高を種子親とする自然交雑実生の優良系統であると推測される。花は白の一重、果実重16-25g。南高梅の受粉樹として使用可能で、さらに実の品質は南高梅と同等とされ同時収穫・出荷が慣習的に認められているため受粉樹としての使い勝手がよく、南高梅の栽培園地に混植されることが多い。自家不和合性のため受粉樹が必要。近年は気候変動の影響により、南高と開花時期がズレて合わない年があり（小粒南高側の開花が遅れる）、NK14など開花の早い他品種に受粉樹を置き換える動きもある。
パープル南高（ぱーぷるなんこう）
南高梅の枝変わり。2002年に和歌山県田辺市稲成町の中田繁と同市上芳養の畑谷健次により発見。2012年8月に品種登録された。木の性質などは南高梅と同じだが、果実の表面が紅紫色で、梅酒や梅シロップに加工するとエキスがピンク色になる。自家不和合性のため受粉樹が必要。育成者権をJA紀南が保持しているため、苗木の供給はJA紀南管内に限られ、栽培にはJA紀南との契約が必要である。また、「パープル南高」の商標権もJA紀南が保持している。
白加賀（しろかが）
俗称（しらかが）。加賀藩邸に植えられていた白梅、通称「加賀の白梅」が後に「白加賀」と呼ばれるようになったという説があるが、実話かどうかは定かではない。江戸時代から関東地方を中心に栽培され、2024年現在でも南高に次ぐ国内梅栽培の主要品種の一つである。耐病性は強いが、貧産性であり、さらに収量の年次変動が激しい。南高のほうが、果実が大きく、ヤニ果発生率が低いことから梅干し加工品として市場で人気がある が、梅干し加工には向かない とまでは云えない。品質優良で、梅干し、梅酒の両方に適するとする研究機関もある。市場での収益性から、南高など他品種に置き換えが進んでいる。花は白の一重、果実重25-30g。雄性不稔性のため受粉樹が必要であり、また他品種の受粉樹には使えない。「梅郷」・「八郎」などが受粉樹として適する。甲州最小や竜峡小梅などの小梅類を受粉樹として推奨している文献も多いが、開花の早い小梅と開花の遅い白加賀では花の時期が合わないことが多く、結実不良になりやすい。
豊後梅（鵞梅、鶴頂梅、ぶんご梅）
梅とアンズの交雑種。豊後国（現在の大分県）が原産地だが、耐寒性が強いので東北地方などの寒冷地で栽培が多い。耐病性は弱く、また果肉の繊維が多くて粗いため加工品の品質はあまり良くない。花は淡紅、白の一重、八重など系統により異なる。果実重40-70g。自家不和合性のため受粉樹が必要。また、雄性不稔性のため他品種の受粉樹には使えない。他の主要品種に比べ開花時期が遅いため受粉樹もその時期に合うものが必要。「豊後梅」の名は、豊後を親として品種改良された豊後系品種の総称としても用いられる。豊後系品種の中には自家和合性や稔性を持つものもある。
十郎梅（じゅうろううめ）
神奈川県小田原市の曽我梅林（別所・原・中川原の3つの梅林）に多くあり、皮が薄く肉が厚い品種で、神奈川県農事試験場園芸部によって選別された。最近5月下旬から収穫できる極早生品種「十郎小町」もできている。
鴬宿（おうしゅく）
徳島県の主要品種。豊産性だが、ヤニ果の発生が極めて多いため梅干し加工には向かず、梅酒・梅ジュース向けの青梅専用品種である。花は淡紅の一重、果実重25 - 40g。花梅の鴬宿とは異なる品種である。自家不和合性のため受粉樹が必要。
梅郷（ばいごう）
東京都青梅市梅郷で発見され、1969年に種苗名称登録された。果汁率が高く、梅酒用に適する。熟果を梅干しにすると果皮が破れやすい。白加賀の受粉樹として用いられることが多い。自家不和合性のため受粉樹が必要。
古城梅（ごじろうめ）
別名「青いダイヤ」。大正時代後期、和歌山県田辺市長野の那須政右ヱ門により発見される。身が固く、梅酒や梅シロップなどに漬け込んだ際に身崩れしにくくエキスがよく出るため、梅酒用として根強い需要がある。原木系と白加賀系の2種類の系統が栽培されている。いずれの系統も栽培が難しいため、近年は栽培面積は減少し続けている。雄性不稔性のため受粉樹が必要であり、また他品種の受粉樹には使えない。
改良内田（かいりょううちだ）
病害虫に強く、樹勢も強い豊産性の品種。南高梅と受粉樹としての相性がいいため混植されることが多い。生理落果が多い。自家不和合性のため受粉樹が必要。
地蔵梅（じぞううめ）
みなべ町在来種。深根性で乾燥に強い品種。耐病性が強く、自家受粉遺伝子を持っているため、新品種の育種親に用いられることが多い。「加賀地蔵」「八郎」「橙高」「星高」は地蔵梅を親とする新品種群である。
加賀地蔵（かがじぞう）
白加賀と地蔵梅の交雑種。自家不和合性のため受粉樹が必要。また、雄性不稔性のため他品種の受粉樹には使えない。
剣先（けんさき）
福井県の主要品種。梅酒用に適している。自家受粉する。果実が大きめでかつ早期に肥大し、黒星病に耐病性があり、自家受粉遺伝子も持っていることから、新品種の育種親に用いられることが多い。「NK14」・「星秀」・「和郷」は剣先を親とする新品種群である。
紅さし（べにさし）
福井県の主要品種。梅干し用に適している。自家受粉する。短果枝が枯れ込みやすく、収量が不安定。
NK14（えぬけーじゅうよん）
南高梅と剣先の交雑種。和歌山県果樹試験場で育成される。2009年品種登録。梅酒および梅干しに適する。自家受粉し豊産性である。南高梅よりやや小粒。苗木の供給は和歌山県内に限定されている。栽培容易で豊産性であり、さらに小粒南高よりも南高梅の受粉樹としての相性がよいため近年栽培が拡大している。
橙高（とうこう）
南高梅と地蔵梅の交雑種。和歌山県果樹試験場で育成される。2009年品種登録。完熟すると果肉がオレンジ色になる。βカロテンを多く含み、梅ジャムなどでの加工利用が模索されている。自家受粉する。苗木の供給は和歌山県内に限定されている。
ミスなでしこ（みすなでしこ）
別名「紫宝梅」。南高梅とパープルクイーンの交雑種。果実の表面が紫色。パープル南高よりやや小粒。自家受粉する。
八郎（はちろう）
地蔵梅の自然交雑実生から選抜された品種。農研機構果樹研究所が育成。2000年品種登録。自家受粉し豊産性のため栽培しやすい。果実はやや小玉で梅干しに適する。また開花時期が遅いため、白加賀や古城梅の受粉樹にも相性が良い。
翠香（すいこう）
月世界と梅郷の交雑種。農研機構果樹研究所が育成。2009年品種登録。漬けた時の香りが強く、梅酒や梅シロップに適する。ヤニ果発生率が高いので、梅干しには向かない。自家不和合性のため受粉樹が必要。加工品を長期間保存しておくと香りが飛ぶ欠点がある。
熊野仁（くまのじん）
南高梅を種子親とする自然交雑実生の中から選抜された品種。田辺市秋津川の花光重一郎が育成。2014年品種登録。果実の大きさは南高梅と同程度で、収穫が7日-10日程度早く、耐病性も強い。自家受粉する。梅酒・ジュース、梅干しのいずれにも向く。開花が早いので南高梅の受粉樹としても相性が良い。
星高（せいこう）
南高と地蔵梅の交雑種。和歌山県が育成。2019年品種登録。黒星病、かいよう病に抵抗性を有する。南高梅よりも開花時期および収穫時期が1週間程度遅く、やや小玉である。自家受粉する。梅酒および梅干しに適する。苗木は全国に流通予定。
星秀（せいしゅう）
南高と剣先の交雑種。和歌山県が育成。2020年現在、品種登録申請中。黒星病に抵抗性を有する。南高梅と開花時期・収穫時期が同じで、同じ交雑組み合わせのNK14よりも実が大きい。自家受粉する。梅酒および梅干しに適する。苗木は全国に流通予定。
麗和（れいわ）
加賀地蔵と月知梅の交雑種。農研機構果樹研究所が育成。2020年現在、品種登録申請中。果実は円形の大果で自家受粉し、ヤニ果の発生も少ない。花は白の八重咲きであり、実梅でありながら花も楽しめる品種。
和郷（わごう）
剣先とMM-43-22(梅郷×MM-20-2)の交雑種。農研機構果樹研究所が育成。2020年現在、品種登録申請中。果実は短楕円形の大果で自家受粉し、ヤニ果の発生も少ない。南高や白加賀よりも種がかなり小さく、果肉が多い。
翠豊（すいほう）
白加賀の自然交雑実生の中から選抜された品種。神奈川県農業技術センターが育成。2021年現在、品種登録申請中。白加賀と同程度の果実の大きさで収穫時期も同時期。白加賀よりも収量が2倍以上多く、かつ毎年安定して結実する。白加賀と比べヤニ果が少なく、秀品率も高いのが特徴。

### 小梅
竜峡小梅（りゅうきょうこうめ）
花は白の一重、果実重6 - 8g。核が小さく、果実は円形に近い。自家受粉する。長野県の選抜品種、信濃小梅1号の名称登録（第116号）名。耐病性が極めて弱い。
甲州最小（こうしゅうさいしょう）
花は白の一重、果実重5 - 7g。自家受粉する。甲州の名が付いているが、発見地は山梨県ではなく奈良市。1925年に発表された。甲州は小梅であること（当時の山梨は小梅の産地として有名であった）、最小は最も小さいことを表している。
織姫（おりひめ）
群馬県の小梅主要品種。果実重7 - 10g。収穫時期が甲州最小よりも早い極早生品種。小梅の中では大玉系の品種である。耐病性が極めて強い。自家受粉する。
白王（はくおう）
和歌山県田辺市で甲州最小から良系統が選抜された品種。梅干しやカリカリ梅に適する。南高梅の受粉樹としても相性が良い。自家受粉する。普通系統と大玉系統が存在する。
紅王（べにおう）
果実が熟すと黄色と紅に色づき見栄えが良い。日の丸弁当の梅干しなどに利用される。樹勢は弱い。自家受粉する。
衣笠（きぬがさ）
果皮が固く、漬けても破れにくいため梅干しに適する。果頂部が尖っている。自家受粉する。生理落果が多い。
パープルクィーン（ぱーぷるくいーん）
白王の枝変わり。和歌山県田辺市中三栖の廣畑治により発見される。1996年に品種登録。果実全体が紫色に色づき、梅酒や梅シロップとして漬け込むとエキスがピンク色になる。自家受粉する。「パープルクィーン」の商標権をJA紀南が保持する。

### 花梅
冬至（とうじ）
野梅系。白の一重咲き。冬至には開花する。流通種と違う古典種は本冬至とも言う。
紅冬至（こうとうじ）
野梅系。薄紅の一重咲き。冬至には開花する。
八重野梅（やえやばい）
野梅系。白の八重咲き。早咲きである
八重寒紅（やえかんこう）
野梅系。紅の八重咲き。早咲きである。
輪違い（りんちがい）
野梅系。白地に紅の吹きかけ絞り半染めに紅の咲き分けの八重咲き。別名「思いのまま」。
緋梅（ひばい）
緋梅系。濃紅の一重咲き。
雪の曙（ゆきのあけぼの）
緋梅系。白の一重咲き。枝の髄は紅色。
鹿児島紅（かごしまこう）
緋梅系。濃紅の八重咲き。
武蔵野（むさしの）
豊後系。薄紅の八重咲き。梅で最大輪である。
緑萼枝垂（りょくがくしだれ）
野梅系。枝垂れで白の八重咲き。萼が緑色。
呉服枝垂（くれはしだれ）
野梅系。枝垂れで紅の八重咲き。
藤牡丹枝垂(ふじぼたんしだれ)
野梅系。枝垂れで薄紅の八重咲き。
玉光枝垂（ぎょくこうしだれ）
緋梅系。枝垂れで紅の一重咲き。

### スモモウメ
李梅（すももうめ）
ニホンスモモとウメの自然種間雑種で、大実の果肉色が鮮明な赤色である。
和歌山県日高郡南部町（現在のみなべ町）にて、1924年から結実していたものが、1927年に発見された。静岡県浜松市内で李梅（りばい）と呼んで産地化に取り組んでいる。自家不和合性のため受粉樹が必要。また、雄性不稔性のため他品種の受粉樹には使えない。
露茜（つゆあかね）
ニホンスモモ「笠原巴旦杏」と養青梅の種間雑種。梅酒や梅シロップにすると紅色のエキスが出る。樹勢は弱い。自家不和合性のため受粉樹が必要。受粉樹にはスモモは使えず、梅もしくはアンズの受粉樹が必要。ただし開花がかなり遅いので、開花時期の適合する梅品種は少なく、受粉樹にはアンズ品種のニコニコットやおひさまコットが推奨されている。雄性不稔性のため他品種の受粉樹には使えない。
紅の舞（べにのまい）
スモモ「筑波2号」と鶯宿の種間雑種。群馬県農業技術センターが1994年に育成。2007年]3月に品種登録。梅酒や梅シロップにすると紅色のエキスが出る。自家不和合性のため受粉樹が必要。
美人梅（びじんうめ）
フランスで、赤葉のミロバランスモモと梅との交配により作られた品種。
葉、花、実が、紫紅の八重咲きで、果実重50 - 60g。-20℃にも耐える耐寒性がある。アメリカ・中国を経て導入された。

## 染色への利用
枝や樹皮、樹皮に付くウメノキゴケは、煮出すなどして布を染めるのに使われる。この梅染の起源は飛鳥時代に遡ると考えられ、加賀友禅の源流になった。月ヶ瀬梅林がある奈良市月ヶ瀬地区では、烏梅と紅花を組み合わせた染色が行われている。

## 日本における梅の文化

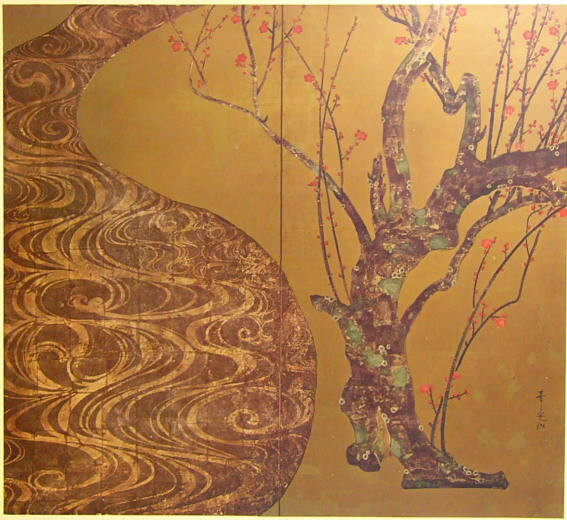
尾形光琳『紅白梅図屏風』（紅梅図）

### 文化
別名に好文木（こうぶんぼく）、春告草（はるつげぐさ）、木の花（このはな）、初名草（はつなぐさ）、香散見草（かざみぐさ）、風待草（かぜまちぐさ）、匂草（においぐさ）などがある。
花を扱う歌は以下である。そしてウメは古里（ふるさと＝奈良平城京）の静かな美しさと文化的郷愁の花となり、和歌や能に取り上げられることになる。
天平2年（730年）1月13日、大宰帥・大伴旅人の邸宅（現在の福岡県太宰府市・坂本八幡宮辺りとの説がある。地図）で開かれた宴会で、いわゆる筑紫歌壇の員により梅花を題材に32首の歌が詠まれた。この宴会を「梅花の宴」と呼び、これら32首の歌は『万葉集』巻五に収録されている。これを基に、元号『令和』が制定されている。
天文14年（1545年）4月17日に後奈良天皇が、京都の賀茂神社に梅を奉納したと『御湯殿上日記』にあることに因み、「紀州梅の会」が新暦の6月6日を梅の日に定めている。また、古来より梅の名所として「梅は岡本、桜は吉野、みかん紀の国、栗丹波」と唄われた岡本梅林（兵庫県神戸市東灘区岡本）は、起源は明確ではないが山本梅崖の『岡本梅林記』に羽柴秀吉の来訪が記されており、寛政10年（1798年）には摂津名所図会に岡本梅林の図が登場するほどの名所であった。
平安時代の政治家・碩学であった菅原道真は梅をこよなく愛した。道真は死後に天満大自在天神（天神）として神格化され、梅はそのシンボルとみなされて、飛梅伝説（後述）などを生んだ。このほか、江戸時代の禅僧で禅画を多く描いた白隠の代表作の一つ「渡唐天神図」には、「唐衣（からころも）おらで北野の神ぞとは そでに持ちたる梅にても知れ」（意訳：これが天衣無縫の唐衣を着た北野天満宮の神であることを、彼が袖に持っている梅によっても知りなさい）の賛が残されている（古くは『菅神入宋授衣記』にほぼ同様の和歌が記載されている）。ところで日本では申年はウメが不作になることが多いと言われてきた。この申年のウメを使って平安時代の村上天皇は疫病を退けたとの言い伝えがあることから、申年の梅は縁起がよいとも言われる。

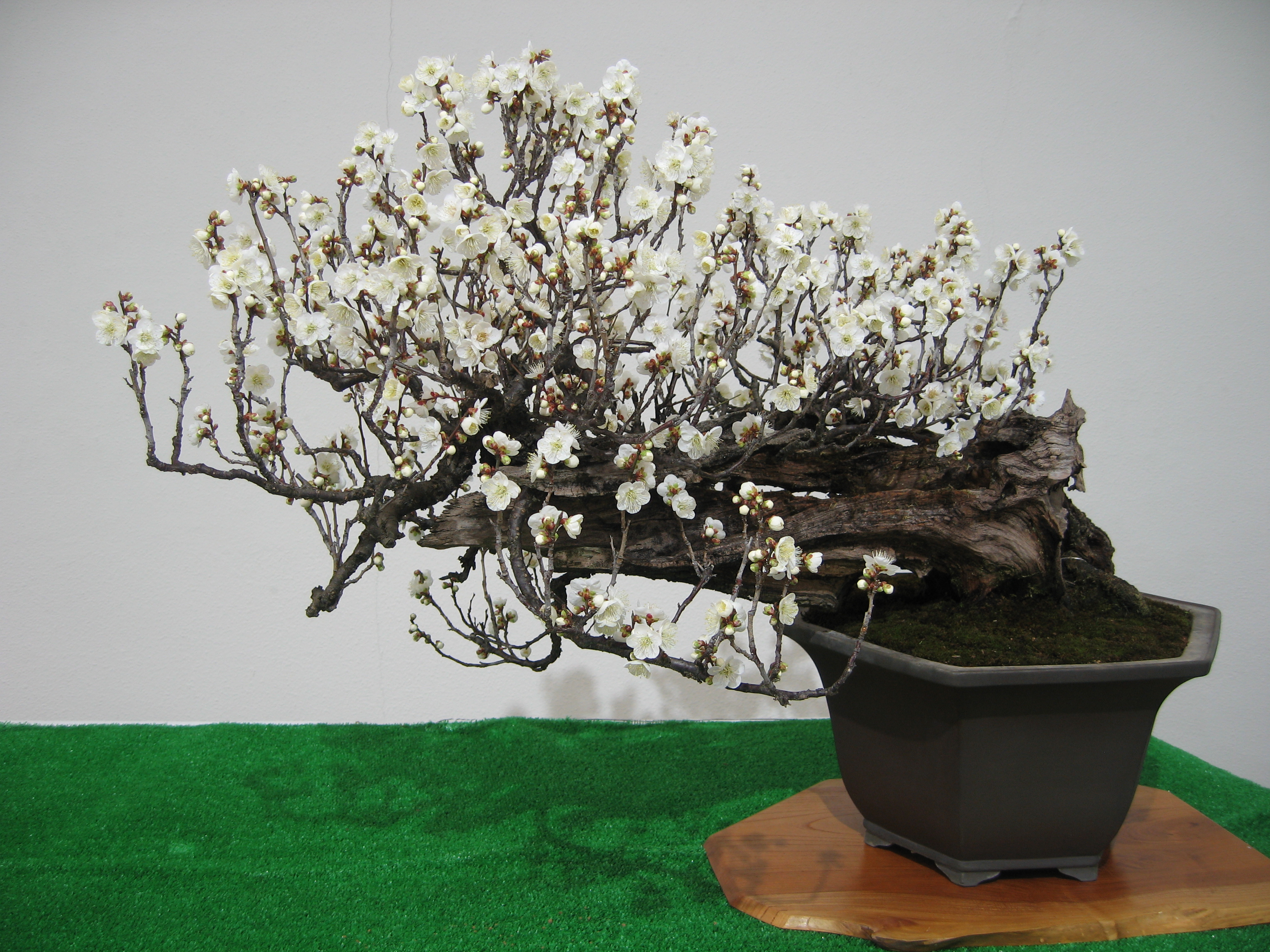
梅の盆栽(甲州野梅)

日本郵便は、2014年3月3日から2019年9月30日まで82円普通切手と、2019年8月20日に84円普通切手を発売した。ウメはその意匠である。庭木や盆栽などにも用いられ、鑑賞される。
俳句では梅は春の季語である が、「早梅」「寒梅」や「探梅（たんばい、うめさぐる）」は冬の季語。
ウメの花言葉に、「高潔」「気品」がある。
花札では2月の絵柄として、「梅に鶯」、「梅に赤短」、カス2枚が描かれる。

### 家紋
梅紋（うめもん）は、ウメの花を図案化した日本の家紋である。その一種で「梅鉢（うめばち）」と呼ばれるものは、中心から放射線状に配置した花弁が太鼓の撥に似ていることに由来している。奈良時代に文様として用いられ始め、菅原道真が梅の花を好んだことにより天満宮の神紋として用いられ始めたと考えられている。

#### 使用
「梅」は、太宰府天満宮、「星梅鉢」は北野天満宮が用いている。武家では、菅原氏の末裔や美濃斉藤氏の一族が菅原天神信仰に基づいて用いた。おもに、加賀前田氏の「加賀梅鉢」や相良氏の「相良梅鉢」などがある。また、天理教の紋が「梅鉢紋」であるのは、教祖・中山みきの中山家の家紋に由来する。

#### 図案
図案は、「梅（うめ）」、「梅鉢（うめばち）」、「捻じ梅（ねじうめ）」、「実梅鉢（みうめばち）」などがある。「匂い梅（においうめ）」や「向う梅（むこううめ）」などの写実的な図案の梅花紋と、「梅鉢」などの簡略的な図案の梅鉢紋に大別される。

梅（）・梅の花（）
梅鉢（）
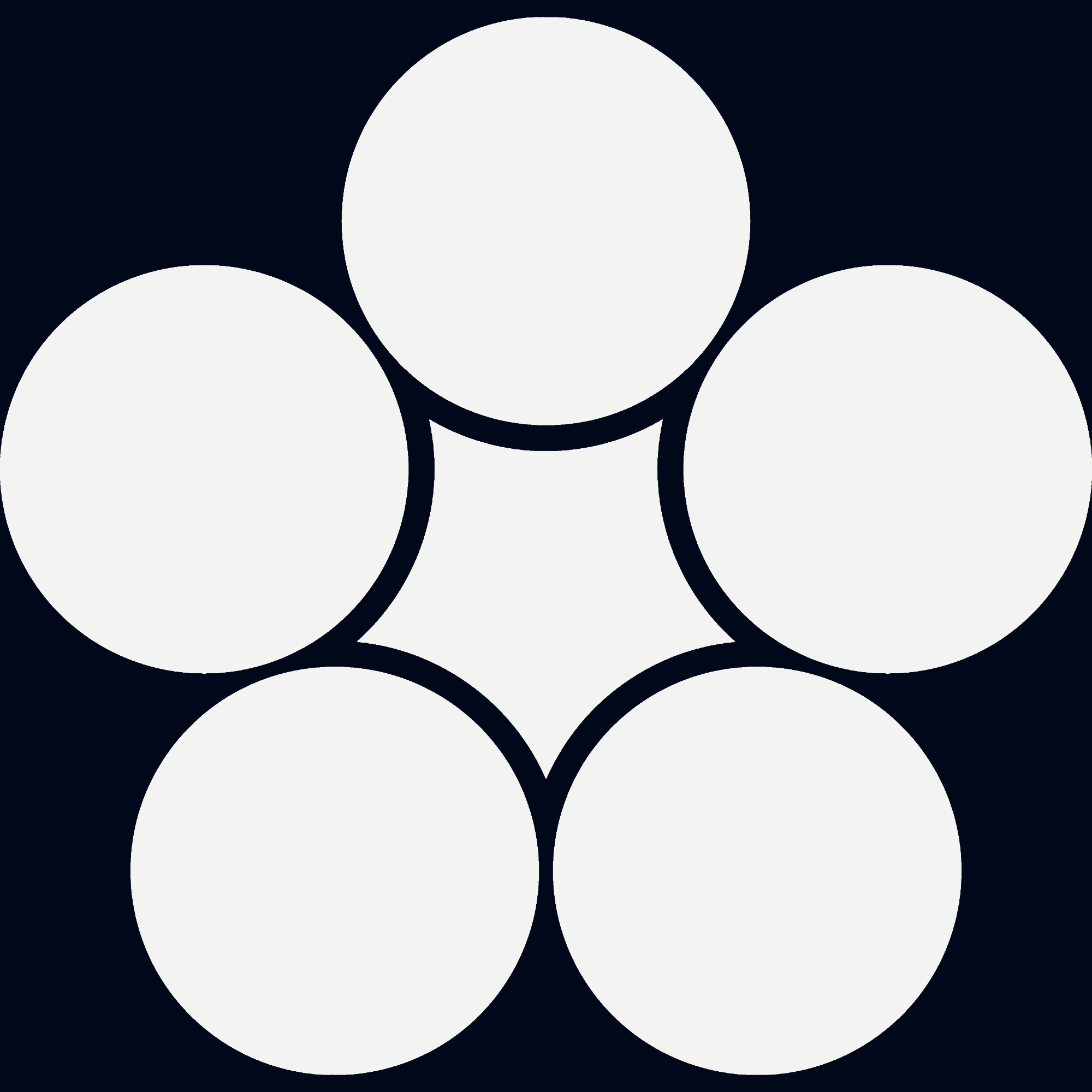
裏梅鉢（）
加賀梅鉢（）
星梅鉢（）
裏梅（）
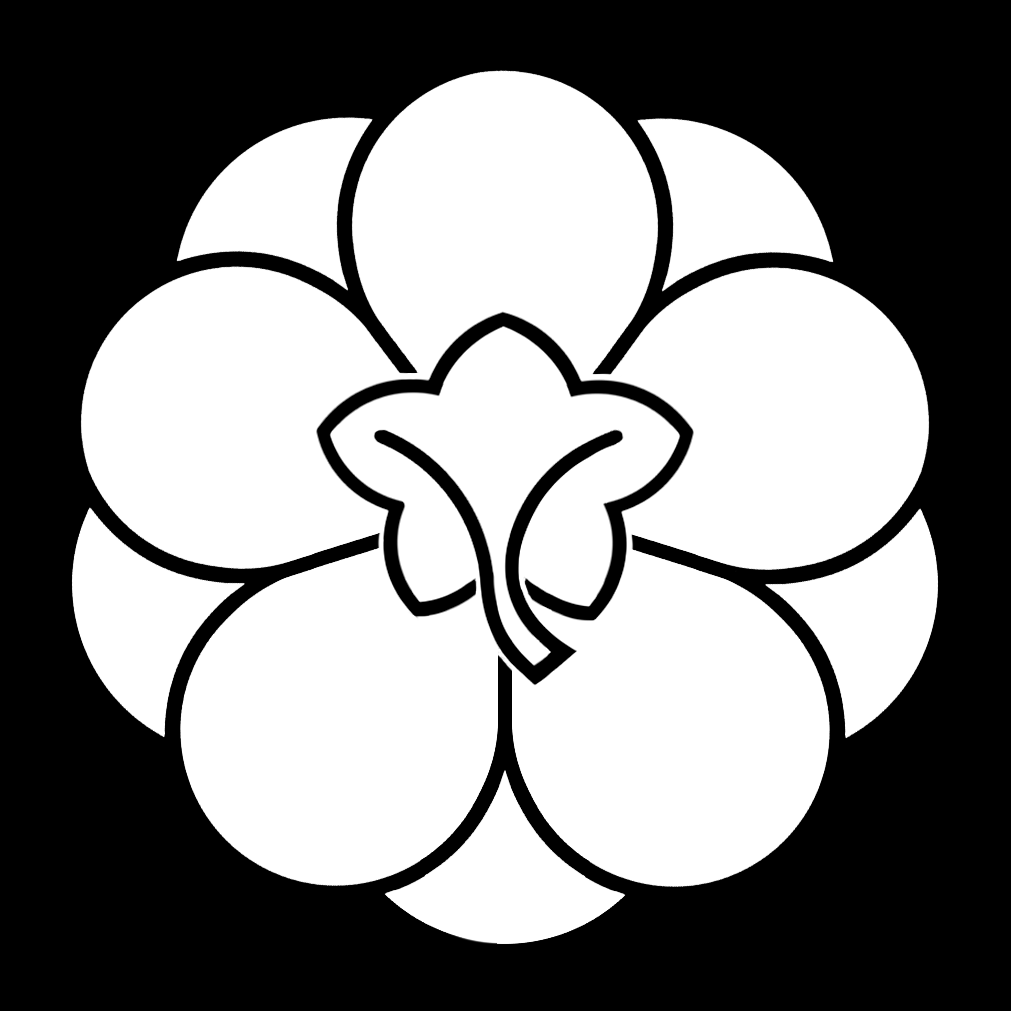
八重裏梅（）
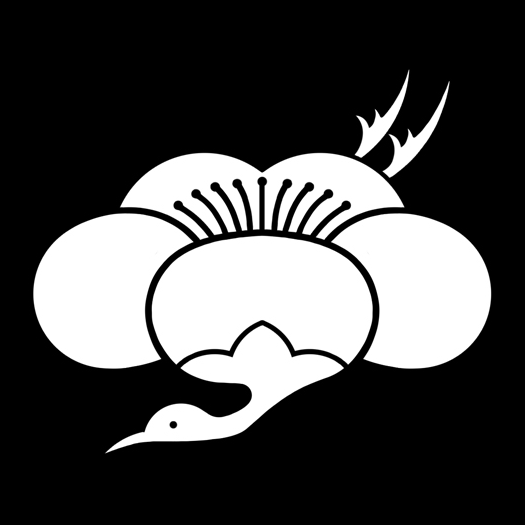
梅鶴（）

### 梅にまつわる言葉
「桜伐（き）る馬鹿、梅伐らぬ馬鹿」
春先に咲く代表的な花である桜と梅のふたつを対比しつつ、栽培上の注意を示したもの。桜はむやみに伐ると切り口から腐敗しがちであり、剪定には注意が必要。一方、梅の樹は剪定に強く、むしろかなり切り詰めないと徒枝が伸びて樹形が雑然となって台無しになるばかりでなく、実の付き方も悪くなる。花芽は年々枝先へと移動する結果、実が付く枝は通常数年で枯れ込んでしまう。実の収穫を目的とするのであれば、定期的に枝の更新を図る必要があるからである。
「東風（こち）吹かば にほひおこせよ梅の花 主なしとて 春な忘れそ」
菅原道真が大宰府に左遷される時、道真の愛した庭の梅の花に別れを惜しんで詠んだ歌。道真の愛した紅梅殿の梅の小枝が空高く飛び、道真を追って大宰府に根付いた、という「飛梅伝説」がある。
「桃栗三年、柿八年、柚（ゆず）の馬鹿野郎十八年、梅はすいすい十六年」
種を植えてから実を収穫できるまでの期間を指す俚謡。本来は「桃栗三年柿八年」で一つの諺。「物事は簡単にうまくいくものではなく、一人前になるには地道な努力と忍耐が必要だ」という教訓である。
「梅の木学問」
『広辞苑』では「梅の木が成長は速いが大木にならないように、進み方は速いが学問を大成させないままで終わること」である。反対は「楠学問」で「クスノキが成長は遅いが大木になるように、進み方はゆっくりであるが学問を大成させること」。
「梅と桜」
美しい物が並んでいること
「梅に鶯」
とりあわせの良いこと
「梅の木分限」
実を付けるのが早いが大木がないことから、なりあがりのこと。反対は「楠分限」
「梅は食うとも核食うな、中に天神寝てござる」
生梅の核に毒のあること。天神=道真なので、「祟りに遭って死ぬ」ことに掛けた言い回し。
「塩梅」（あんばい、えんばい）
料理の味加減から、ものごとのかげん。
「梅はその日の難逃れ」
毎朝、梅干しを一つ食べるとその日一日災難を逃れるということわざ。このことわざを基に、「なん（7）がさ（3）る（0）」という語呂合わせから7月30日が梅干しの日になっている。
この他、ウメとは直接関係ないが、音が「埋め」と同じであるために、田を埋めた場所である埋め田を「梅田」という漢字に変えるといったことが行われてきた。

### 梅を題材とした文学
『萬葉集』
わが背子に見せむと思ひし梅の花それとも見えず雪の振れれば 山部赤人
『古今和歌集』
君ならで誰にか見せむ梅の花色をも香をも知る人ぞしる 紀友則
『新古今和歌集』
大空は梅のにほひにかすみつつ曇りも果てぬ春の夜の月 藤原定家
近世の俳句
るすにきて梅さへよそのかきほかな 松尾芭蕉
明治時代の俳句・短歌
梅を見て野を見て行きぬ草加迄 正岡子規
しら梅は袖に湯の香は下のきぬにかりそめながら君さらばさらば 与謝野晶子
明治天皇御製
桜について梅の御製（天皇の短歌）が多い。「かずしれず実をむすびたる梅が枝のわかばおもげにつゆぞおきける」

## 日本以外における梅の文化
1194年に、文化人の張功甫が著した『梅品』にて具体的な鑑賞法が書かれているように、中国では古来から愛されてきた花である。また、1987年に行われた中国伝統十大名花選挙にて、1位となっている。
四大梅園という梅の観光地がある。
「春蘭花、夏荷花、秋菊花、冬梅花」の4種を四君子（花中四君子）と呼び、芸術のモチーフとした。また、歳寒三友という冬の松・竹・梅を用いた芸術のモチーフにも使われる。

## 日本の梅の名所

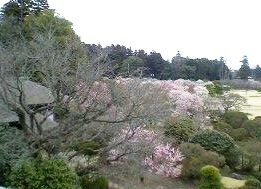
偕楽園

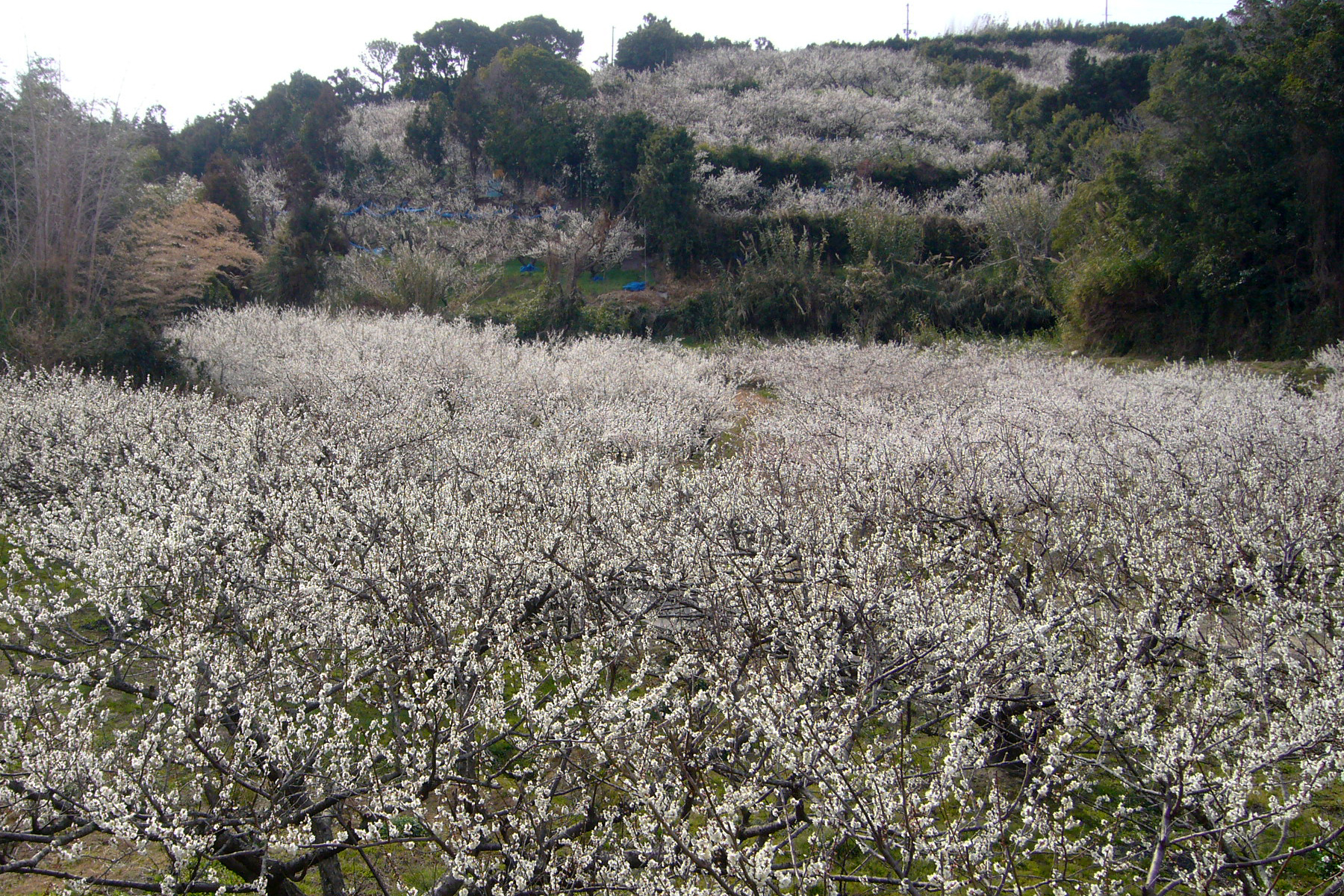
千里梅林

日本各地にはウメの名所があり、観梅の季節はそれぞれ賑わう。 全国の天満宮 - 梅がシンボルになっている。

### 北海道・東北・関東地方
- 三笠あすか梅の杜（北海道三笠市）- 北海道最大の梅園であり、約10,000本が植栽されている。
- 平岡公園（北海道札幌市清田区）- 広さ6.5ヘクタールの敷地に約1,200本の梅がある。紅梅種と白梅種との比率は約6：4。
- 狩勝高原梅園（北海道新得町）- 標高が約600mと高く冷涼な場所にもかかわらず、約1,000本の豊後梅がある[142]。
- 梅の里（福島県郡山市）- 約12,000本もの梅がある農地。
- 偕楽園（茨城県水戸市）- 約3,000本の梅がある日本庭園。日本三名園の一つ、また関東三大梅林の一つ。
- 筑波山梅林（茨城県つくば市）- 約1,000本の梅がある、日本百名山の一つ。
- 吉野梅郷（東京都青梅市）- 前述のプラムポックスウイルスに対する防疫対策として伐採された後、再生に取り組んでいる[143]。
- 羽根木公園（東京都世田谷区）
- 府中市郷土の森梅園（東京都府中市） - 広さ17ヘクタールの敷地内に、約60種、1,100本の梅がある。
- ぐんま三大梅林（群馬県）- 安中市の秋間梅林（50ha、3.5万本）、高崎市の榛名梅林（400ha、12万本）・箕郷梅林（300ha、10万本）がある[144]。
- 越生梅林（埼玉県越生町）- 関東三大梅林の一つ。
- 越谷梅林公園（埼玉県越谷市）- 果樹栽培が盛んだった土地を公園化し、約40種・300本前後の植栽がある。
- 田浦梅林（神奈川県横須賀市）- 三浦半島随一のウメの名所。約2,700本が植えられている。
- 曽我梅林（神奈川県小田原市）
- 湯河原梅林（神奈川県湯河原町）幕山公園内にあり4,000本の梅が幕山の山肌に咲く姿を広場から一望できる。
- 瑞泉寺（神奈川県鎌倉市）
- 円覚寺（神奈川県鎌倉市）

### 中部地方
- 不老園（山梨県甲府市）- 甲府盆地随一の梅園。20数種、約3,200本が植えられている。
- 信州伊那梅苑（長野県）
- 熱海梅園（静岡県熱海市）- 関東三大梅林の一つ。
- 岩本山公園（静岡県富士市）- 400本程度しかないが、富士山との撮影ポイントとして有名。
- 佐布里池梅林 (愛知県知多市) - 25種類、約4,900本。佐布里緑と花のふれあい公園。
- 県営大高緑地（愛知県名古屋市緑区）- 約400本
- 岐阜市梅林公園（岐阜県岐阜市）- 約1,300本
- 安八百梅園（岐阜県安八町）- 約1,200本
- 南部丘陵公園（三重県四日市市）- 約3,000本
- かざはやの里（三重県津市）[145] - 伊勢温泉ゴルフクラブの中に500本。
- 三方五湖（福井県三方町）- 梅丈岳の麓三方五湖湖畔の梅林（農園）。

### 近畿地方
- 京都御苑（京都御所、京都市中京区）- 京都市内の梅の名所。
- 青谷梅林（京都府城陽市）- 約10,000本の梅がある。広さ20ヘクタール、鎌倉時代からの歴史がある。
- 大阪城公園（大阪市）- 大阪城公園内。1.7ヘクタールの広さに約1,270本。大阪市の都市公園事業。無料回遊梅林（果実は使用農薬の品種から採取不許可）。大阪府立北野高等学校開校100周年事業より。
- 月ヶ瀬梅林（奈良県奈良市）- 名勝。旧・添上郡月ヶ瀬村の梅林。約13,000本の梅がある。樹齢600年の古木が存在。
- 追分梅林（奈良市中町追分）広さ10ヘクタール6,000本。追分本陣跡近く。
- 賀名生梅林（奈良県五條市）- 南北朝時代の和歌にも詠まれる、約20,000本の梅林。
- 綾部山梅林・室津（兵庫県たつの市）- 瀬戸内海を「ひとめ2万本」と称される。
- 岡本梅林公園（兵庫県神戸市東灘区岡本）- 江戸時代に「梅は岡本、桜は吉野、みかん紀の国、栗丹波」と唄われたという。面積は4,566平方メートルと狭いが、37種153本の梅が揃う。
- 南部梅林（和歌山県みなべ町）-「一目100万本、香り十里」と称される南高梅の梅林。
- 岩代大梅林（和歌山県みなべ町）- 広さ30ヘクタール、梅木20,000本の南高梅の梅林。
- 千里梅林（和歌山県みなべ町）- 熊野古道の千里の浜を見下ろす丘にある約6,000本の南高梅の梅林。
- 紀州田辺梅林（和歌山県田辺市）- 300,000本の梅木、大蛇峰山麓にある。

### 四国・九州地方
- 阿川梅の里（徳島県名西郡神山町）- 30ヘクタールの敷地に16,000本の鶯宿梅の梅林。
- 牛尾梅林（佐賀県小城市）- 広さ22ヘクタールの面積に約13,000本の梅林。由来は不明だが江戸時代末期から梅の名所として知られる。
- 伊万里梅園（佐賀県伊万里市）- 栽培用。25ヘクタールに6,500本。1993年栽培開始と歴史は浅い。
- 湯ノ宮座論梅（宮崎県児湯郡新富町）
- 藤川天神の臥龍梅（鹿児島県薩摩川内市東郷町藤川） - 国指定天然記念物[146]。

その他、長浜盆梅展（滋賀県長浜市)、平城京旧跡（奈良県）。大野下水処理場（大阪市西淀川区）枚岡神社（東大阪市）

## 気象庁による観測
旧平年値は、1961年から1990年までの平均値。現平年値は、1991年から2020年までの平均値。
| 都市   | 旧平年値 | 現平年値 | 最早値   | 最晩値   |
| ------ | -------- | -------- | -------- | -------- |
| 釧路   | —        | —        | —        | —        |
| 札幌   | 05月06日 | 04月29日 | 04月15日 | 05月17日 |
| 青森   | 04月24日 | 04月19日 | 04月05日 | 05月11日 |
| 仙台   | 03月04日 | 03月01日 | 01月09日 | 04月12日 |
| 新潟   | 03月23日 | 03月11日 | 02月02日 | 04月15日 |
| 金沢   | 03月12日 | 02月23日 | 01月28日 | 04月06日 |
| 東京   | 02月02日 | 01月22日 | 12月20日 | 02月27日 |
| 名古屋 | 02月10日 | 01月28日 | 01月28日 | 03月12日 |
| 大阪   | 02月13日 | 02月13日 | 01月17日 | 03月11日 |
| 広島   | 02月09日 | 02月06日 | 01月04日 | 03月13日 |
| 高知   | 01月24日 | 01月27日 | 12月30日 | 02月20日 |
| 福岡   | 02月05日 | 01月31日 | 01月02日 | 03月13日 |
| 鹿児島 | 01月26日 | 02月02日 | 01月02日 | 02月18日 |
| 那覇   | —        | 01月13日 | 12月22日 | 02月05日 |

## 梅関連の施設・行事
- うめ振興館・道の駅みなべうめ振興館（和歌山県）
- 紀州梅干館 - 梅干しの博物館
- 農林水産総合技術センターうめ研究所（和歌山県）
- 全国梅サミット
- 夜梅祭（茨城県水戸市）

## 梅をシンボルとする国・地域等
県花（県木）
- 茨城県（県木）
- 大阪府（府花）
- 和歌山県（県花）
- 福岡県（県花）
- 大分県（県木県花：ブンゴウメ）

市花（町花・村花）・市木（町木・村木）
- 北海道：豊浦町
- 宮城県：大河原町
- 秋田県：羽後町
- 山形県：最上町・真室川町
- 福島県：白河市・会津高田町
- 茨城県：水戸市・五霞町
- 群馬県：安中市

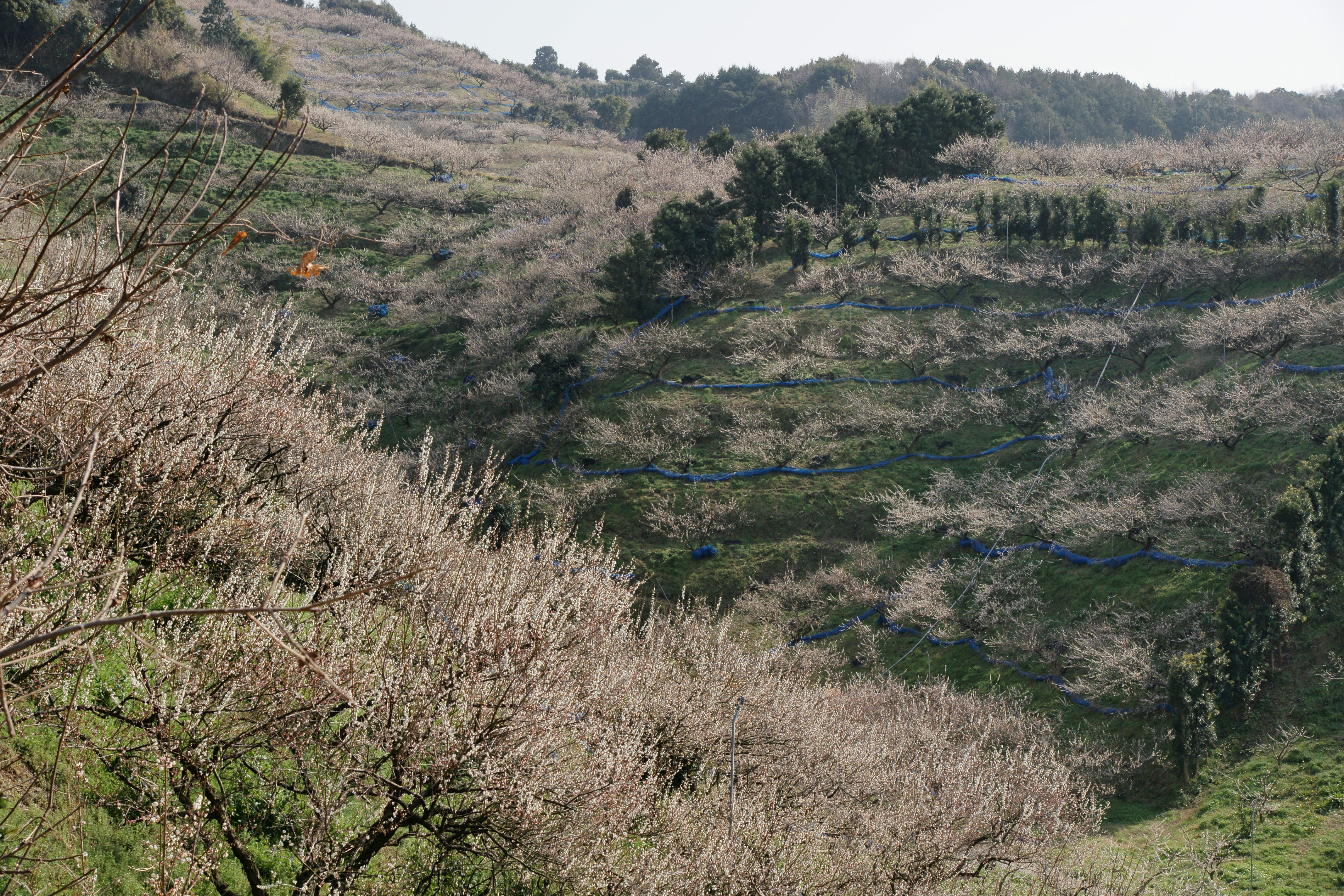
梅林

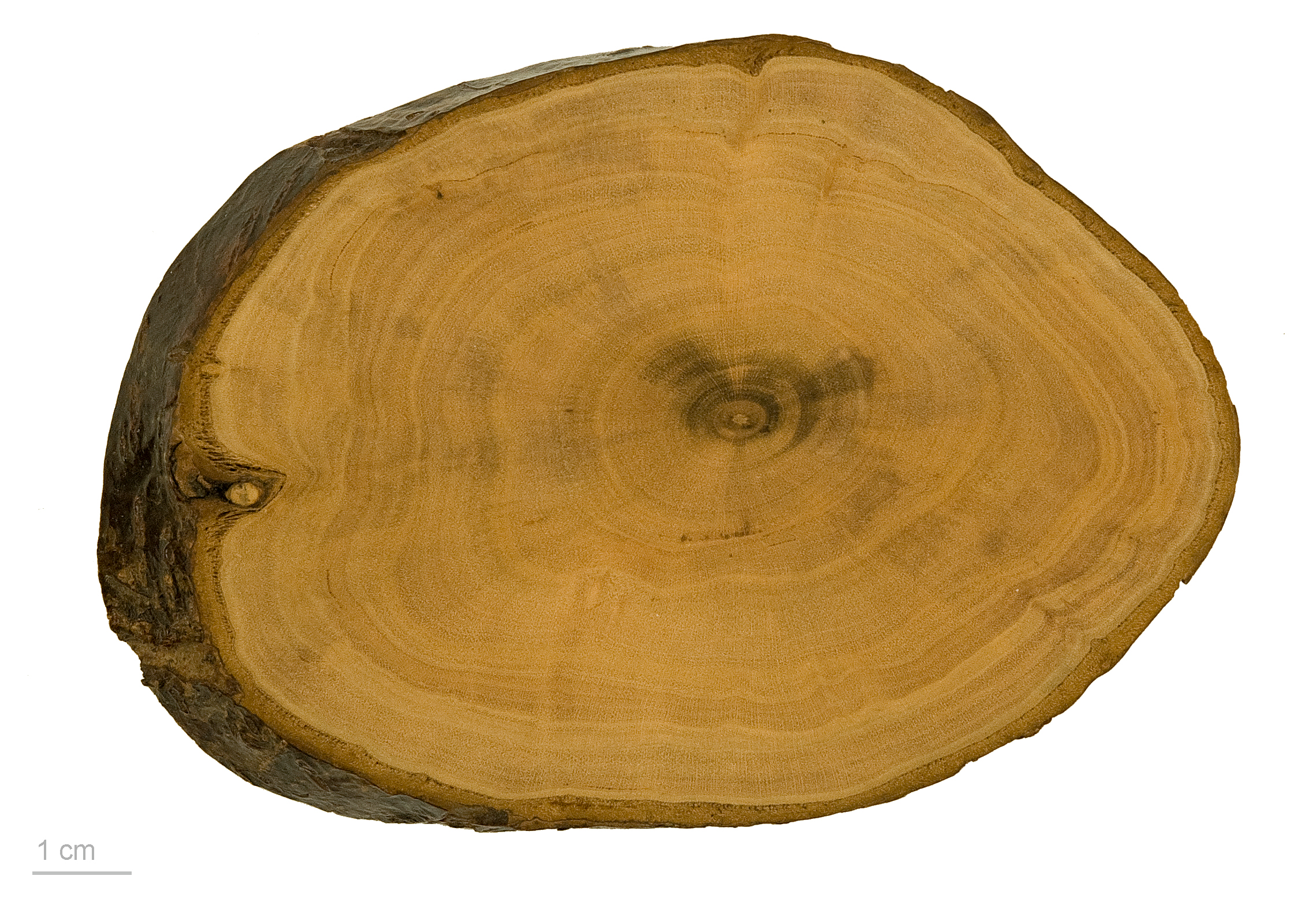
ウメの木の断面

ウメをシンボルとした一例（梅花旗）

- 埼玉県：児玉町・美里町・北川辺町・嵐山町・越生町
- 千葉県：成田市
- 東京都：大田区・府中市・国立市・青梅市
- 神奈川県：小田原市・川崎市高津区・横浜市港北区・横浜市磯子区・横浜市都筑区
- 山梨県：都留市
- 長野県：小諸市・宮田村
- 新潟県：見附市（見附市緑化推進協議会の決定。見附市は正式には制定していない。）
- 静岡県：熱海市
- 愛知県：知多市
- 富山県：小矢部市（紅梅）
- 石川県：金沢市・小松市
- 福井県：あわら市
- 岐阜県：関ケ原町・美濃市・輪之内町
- 滋賀県：長浜市
- 京都府：福知山市・綾部市・城陽市
- 大阪府：東大阪市・藤井寺市・泉南市・熊取町・大阪市中央区
- 兵庫県：たつの市・神戸市東灘区
- 奈良県：天理市・王寺町
- 和歌山県：田辺市・みなべ町・上富田町
- 島根県：大田市
- 岡山県：美作市・佐伯町・奈義町
- 広島県：竹原市・坂町
- 山口県：防府市・光市
- 徳島県：阿南市・神山町
- 福岡県：太宰府市・香春町
- 佐賀県：多久市
- 長崎県：島原市
- 熊本県：人吉市
- 宮崎県：新富町
- 鹿児島県：日置市

日本国内の組織
- 航空自衛隊第305飛行隊

日本国外
- 国花
  - 中華民国（台湾）

- 市花
  - 中華人民共和国：南京市・武漢市・無錫市・梅州市・丹江口市・鄂州市・泰州市・淮北市
  - 大韓民国：金海市・東海市